# Валерія Вегас
Валерія Мартінес Сарагоса (ісп. Valeria Martínez Zaragoza; нар. 8 серпня 1985 року), відома під своїм псевдонімом Валерія Вегас ісп. Valeria Vegas — журналістка, письменниця та іспанська продюсерка.

## Біографія
Валерія народилась у Валенсії 8 серпня 1985 року. Вивчала журналістику в рідному місті, закінчила факультет аудіовізуальної комунікації. 2015 року вона перебралася в Мадрид.

## Особисте життя
Валерія Вегас є трансжінкою.

## Творчість
У 2015 році опублікувала свій перший роман «Великі актриси іспанського кіно», а в тому ж році — біографію під назвою «Ні повія, ні свята.» «Спогади Ла Венено», за якою знято серіал. 2019 року Валерія підготувала «Соціальний та кінематографічний аналіз транссексуальної жінки в роки іспанського переходу». Журналістка брала участь як коментатор у кількох колоквіумах, серед яких виокремлюються: «Конгрес добробуту» у 2017 році, центральною темою якого була «Любов з великої літери». Колоквіум виставки відбувся в Малазі у 2017 році та мав назву «Культура: намір чи винахідливість», на додаток до участі у цій виставці з деякими вініловими записами; круглий стіл, що відбувся на «фестивалі Різома» в Мадриді у 2017 році.
Валерія була присутня на «політичній і соціальній конференції за більш справедливе та егалітарне суспільство» в Ла-Пальмі у 2019 році, де показали її документальний фільм про Мануелу Саборідо Муньос, який вона зняла у 2016 році і який був визнаний найкращим іспанським документальним фільмом. 2018 року вона брала участь у фестивалі в Севільї, де показала свій документальний фільм Manolita, la chen de Arcos.

## Літературна творчість
- 2015 — «Великі актриси іспанського кіно».
- 2016 — «Скажи!», "Ні повія, ні свята.ISBN 9788412142884
- 2023 — «Найкраща актриса другого плану». Редакція «Сьогоднішніх номерів» («Планета»). ISBN 9788499989556

## Аудіовізуальні проєкти

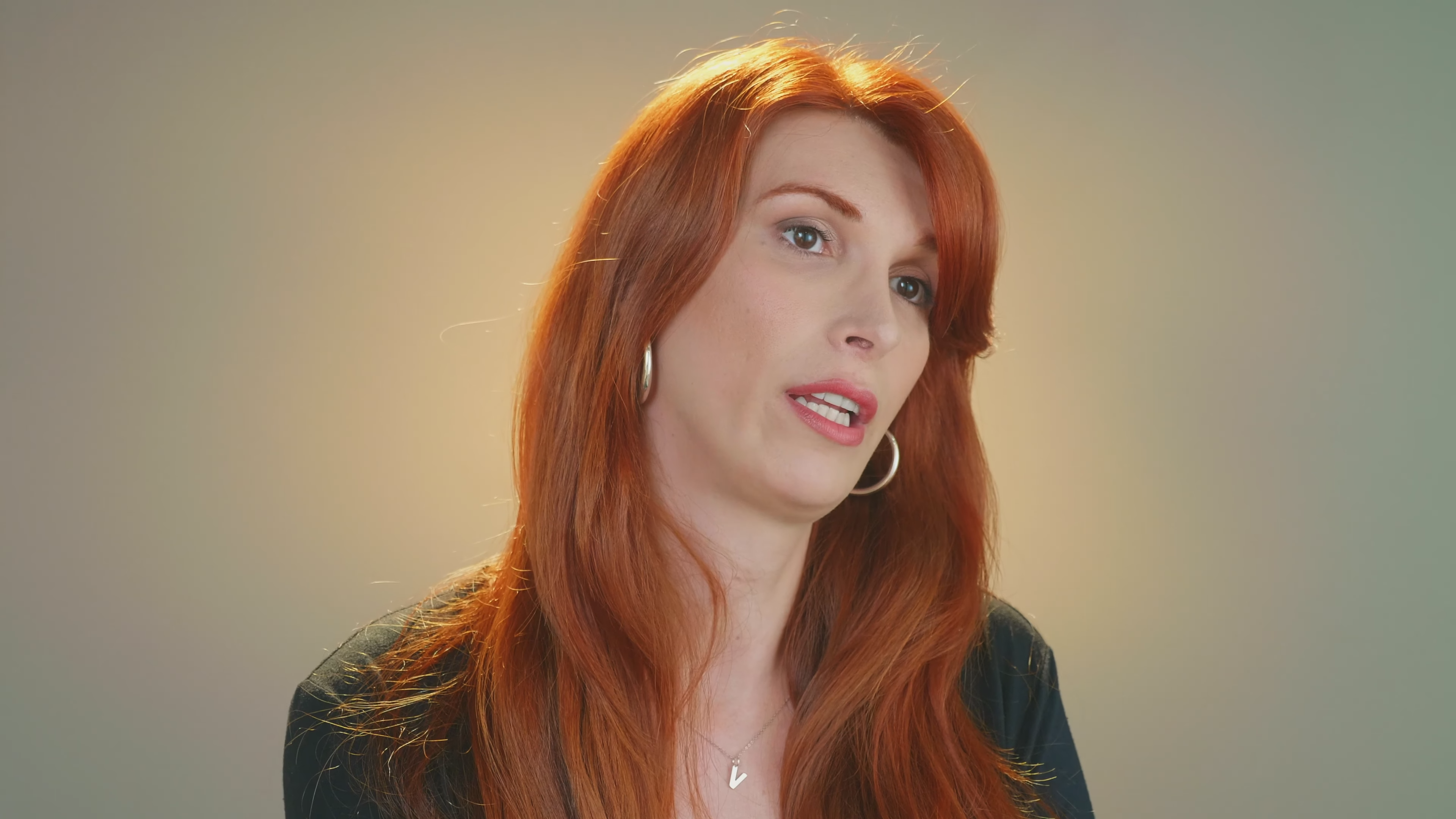
Валерія Вегас у 2020 році

У березні 2019 року вона почала співпрацювати у програмі Un año de tu vida, де дають інтерв'ю відомих людей, цікавлячись подробицями їхнього життя. Вона також була співавторкою фільмів. Валерія працювала документалістом у проєкті «40 років у кіно» режисера Девіда Труеби. З вересня 2019 дотепер він керує проєктом, який є частиною радіопрограми. У грудні 2019 року розпочали знімання біографічного серіалу під назвою Венено (знятого по її книзі). У фільмі роль Вегаса виконує канарська модель і актриса Лола Родрігес.
У 2020 році Валерія була членкинею журі ЛГБТ-кінофестивалю у Більбао

## Фільмографія

### ТВ-шоу
| рік              | програма                                    | ланцюг              | Оцінки    |
| ---------------- | ------------------------------------------- | ------------------- | --------- |
| 2016 рік         | Спадщина о. .                               | південний канал     | співавтор |
| 2016 рік         | Врятуй мене                                 | Telecinco           | гість     |
| 2019 — 2020 роки | Рік твого життя                             | південний канал     | співавтор |
| 2020 рік         | Білі мурахи                                 | Telecinco           | співавтор |
| 2020 рік         | Точка Direct                                | вказати             | гість     |
| 2020 рік         | Вони                                        | Atresplayer Premium | співавтор |
| 2020 — 2021 роки | Година 1                                    | 1                   | співавтор |
| 2021 рік         | Росіо, скажи правду, щоб залишитися в живих | Telecinco           | співавтор |
| 2021 — 2022 роки | Вже вісім                                   | Telecinco           | співавтор |
| 2022 рік         | Монтеальто: повертайтеся до будинку         | Telecinco           | співавтор |
| 2022 рік         | Делюкс                                      | Telecinco           | співавтор |
| 2022 — дотепер   | А тепер Sonsoles                            | антена 3            | співавтор |
| 2022 — дотепер   | Сусідський кінотеатр                        | 1                   | співавтор |

### Серіали
| рік      | програма | ланцюг              | характер |
| -------- | -------- | ------------------- | -------- |
| 2020 рік | Отрута   | Atresplayer Premium | Лола     |

## Полеміка
Після публікації книги — «Ні повія, ні свята.» «Спогади Ла Венено» -, була засуджена сім'єю Крістіни Ортіс, яка звинуватила її у фальсифікації комерційного документа та симуляції контракту.

## Подяки
28 червня 2021 року, у Міжнародний день гордості ЛГБТІ було вручено нагороду «Веселка» на знак визнання помітності ЛГБТІ у сфері культури серії Veneno. Вона здобула визнання як авторка книги, на основі якої створено серіал.